# Shigeo Nagashima Invitational Sega Sammy Cup
Shigeo Nagashima Invitational Sega Sammy Cup (長嶋茂雄Invitational セガサミーカップゴルフトーナメント Nagashima shigeo inviteishonaru sega samī kappu gorufu tōnamento) är en årligen arrangerad golftävling på den japanska golftouren. Tävlingen har spelats sedan starten 2005 på The North Country Golf Club utanför Chitose.
2016 spelades tävlingen 30 juni – 3 juli och banan 6500 meter med par 72.
Shunsuke Sonoda satte lägsta tävlingsresultatet 2013 på 268 slag (-20 under par).

## Vinnare
| År                                           | Vinnare                                      | Nationalitet                                 | Resultat                                     |
| Shigeo Nagashima Invitational Sega Sammy Cup | Shigeo Nagashima Invitational Sega Sammy Cup | Shigeo Nagashima Invitational Sega Sammy Cup | Shigeo Nagashima Invitational Sega Sammy Cup |
| -------------------------------------------- | -------------------------------------------- | -------------------------------------------- | -------------------------------------------- |
| 2017                                         | Chan Kim                                     | USA                                          | 270 (−18)                                    |
| 2016                                         | Hideto Tanihara                              | Japan                                        | 274 (−14)                                    |
| 2015                                         | Hiroshi Iwata                                | Japan                                        | 272 (−16)                                    |
| Nagashima Shigeo Invitational Sega Sammy Cup |                                              |                                              |                                              |
| 2014                                         | Ryo Ishikawa                                 | Japan                                        | 274 (−10)                                    |
| 2013                                         | Shunsuke Sonoda                              | Japan                                        | 268 (−20)                                    |
| 2012                                         | Lee Kyoung-Hoon                              | Sydkorea                                     | 269 (−19)                                    |
| 2011                                         | Kim Kyung-tae                                | Sydkorea                                     | 273 (−15)                                    |
| 2010                                         | Mamo Osanai                                  | Japan                                        | 275 (−13)                                    |
| 2009                                         | Hiroyuki Fujita                              | Japan                                        | 272 (−16)                                    |
| 2008                                         | Jeev Milkha Singh                            | Indien                                       | 275 (−13)                                    |
| 2007                                         | Toru Taniguchi                               | Japan                                        | 276 (−12)                                    |
| Sega Sammy Cup                               |                                              |                                              |                                              |
| 2006                                         | Yeh Wei-tze                                  | Taiwan                                       | 276 (−12)                                    |
| 2005                                         | Lin Keng-chi                                 | Taiwan                                       | 275 (−13)                                    |